# Rodolfo Pio
Rodolfo Pio de Carpi, ou Rodolphe de Carpi, né à Carpi en Émilie-Romagne le 22 février 1500 et mort à Rome le 2 mai 1564, est un cardinal italien du XVIe siècle. Il est de la famille des cardinaux Carlo Emmanuele Pio (1604) et Carlo Pio di Savoia (1654).

## Biographie

### Enfance et formation
Né en 1500, Rodolfo Pio étudie la théologie à Padoue et à Rome, et commence sa carrière ecclésiastique sous le pape Clément VII. Il est chevalier de l'ordre de Saint-Jean de Jérusalem et recteur de l'église de SS. Trinità de Ferrare.

### Carrière d'évêque
Pio est nommé évêque de Faenza en 1528. Après plusieurs missions diplomatiques à Florence (1530), et auprès du duc de Savoie (1533), il est nommé nonce apostolique permanent auprès de François Ier de 1535 à 1537. Il est chargé de la convocation du Concile de Trente et de la paix entre le roi de France et Charles V.
Le pape Paul III le crée cardinal lors du consistoire du 22 décembre 1536. En 1542, il est membre du Collège des Cardinaux de la sainte Inquisition romaine, et protecteur officiel de deux ordres religieux nouveaux, les Capucins et les Jésuites. 
Le cardinal Pio est archiprêtre de Meldola et fondateur de l'Accademia degli imperfecti à Meldola. Il résigne le gouvernement de son diocèse en 1544 et est nommé administrateur du diocèse d'Agrigente et archevêque de Salerne. Il est vice-doyen et doyen du Collège des cardinaux en 1562.
Le cardinal Pio participe au conclave de 1549-1550 lors duquel Jules III est élu, et aux deux conclaves de 1555  - le premier élisant Marcel II et le second : Paul IV) - et au conclave de 1559 (élection de Pie IV).
Il meurt le 2 mai 1564, et est enterré dans l'église de la Sainte Trinité des Monts à Rome, où un monument funéraire lui est érigé.
Pio est un réformateur, un grand amateur des arts et un protecteur des artistes, des écrivains, des érudits ainsi qu'un collectionneur de livres, de manuscrits, de médailles et de statues. Parmi les objets collectionnés les plus célèbres figurent des tableaux de ses contemporains, un buste en bronze de Brutus (exposé au Musée du Capitole à Rome), et un manuscrit des œuvres de Virgile datant du Ve siècle, le Mediceus Laurentianus (conservé à la Bibliothèque Laurentienne de Florence).
Il possédait aussi un manuscrit du texte grec original de Galien, le De Ossibus ou Traité sur les os. L'anatomiste Vésale s'en plaint, car il n'a accès qu'à une version latine imprimée dont il n'est pas sûr. Au nom d'un humanisme scientifique, Vésale oppose l'utilité publique et l'intérêt de tous au plaisir stérile du collectionneur privé.